# Estefânia da Bélgica
Estefânia Clotilde Luísa Hermínia Maria Carlota da Bélgica (Castelo Real de Laeken, 21 de maio de 1864 — Mosteiro de Pannonhalma, 23 de agosto de 1945) foi a esposa do príncipe-herdeiro Rodolfo, Príncipe Herdeiro da Áustria, filho do imperador Francisco José I da Áustria e da imperatriz Isabel da Áustria ("Sissi").

## Família e Infância
Filha do rei Leopoldo II da Bélgica e de sua esposa, a arquiduquesa Maria Henriqueta da Áustria, Estefânia nasceu no Castelo Real em Laeken. Seu avô paterno, Leopoldo I, foi o primeiro rei dos belgas e sua tia, a imperatriz do México. O casal real estava mal preparado um para o outro e teve um casamento infeliz. O contraditório Leopoldo II era sério e delicado. Maria Henriqueta era indisciplinada, sincera e turbulenta. Leopoldo foi abertamente abrasivo para ela, e tentou dominá-la com suas críticas e infidelidade frequente. Enquanto seu charme natural tornava Maria Henriqueta mais popular com seus súditos belgas do que seu marido, ela acabou se aposentando da vida da corte para escapar dele, e viveu o resto de sua vida em Spa, perto das Ardenas.
Leopoldo tinha pouco interesse em Estefânia e em sua irmã mais velha, Princesa Luísa Maria, e a educação de suas filhas foi negligenciada, pois ele concentrou toda sua atenção em seu filho, o príncipe Leopoldo, Duque de Brabante, o futuro da Casa de Saxe-Coburgo-Gota em Bélgica. Tragicamente, quando ele tinha nove anos, o príncipe Leopoldo pegou pneumonia e morreu. Seu pai nunca se recuperou. Ele reconciliou brevemente com Maria Henriqueta apenas na esperança de produzir outro herdeiro masculino, mas o resultado foi o nascimento da Princesa Clementina em 1872. Leopoldo depois disso perdeu o interesse em sua família. Ele voltou suas atenções para a criação notória do Estado Livre do Congo, que era seu feudo pessoal e não um território colonial belga e, como tal, sua implacável exploração acumulou-lhe uma vasta fortuna privada. Leopoldo também rejeitou sua família por suas amantes; ele tinha tantas ligações escandalosas que ele era conhecido por seus súditos como "O Rei dos Belgas e das Beldades". Em 1909, em seu leito de morte, ele se casou com sua amante favorita em uma tentativa de eliminar o pecado da infidelidade.

## Princesa Herdeira da Áustria

### Noivado

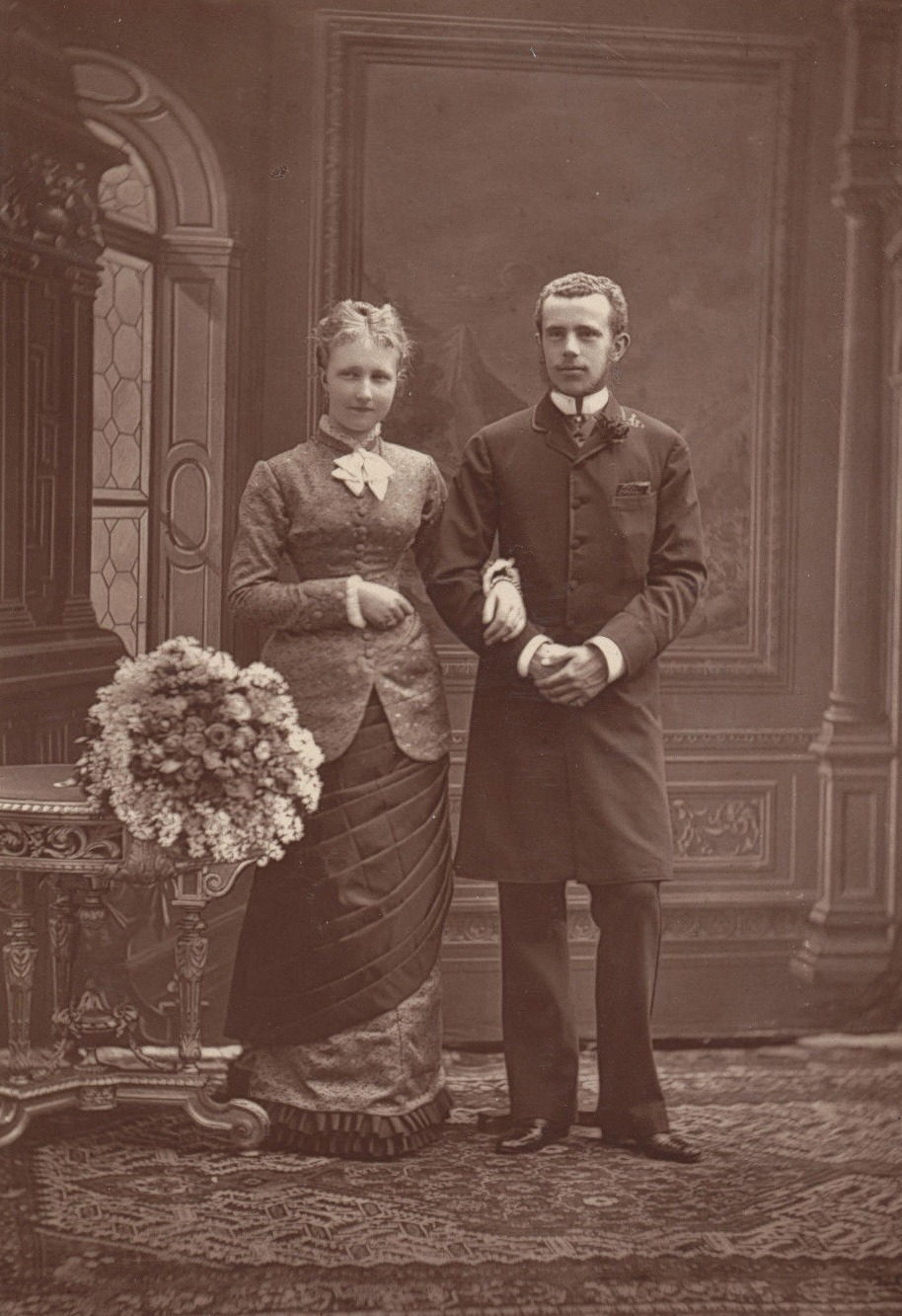
Estefânia e Rodolfo em 1880.

Criados na vida infeliz que foi o produto do casamento arranjado de seus pais, Estefânia e sua irmã não se deram melhor sozinhas. Luísa Maria se casou com seu primo em segundo grau, Fernando Filipe de Saxe-Coburgo-Gota, um homem severo que tinha catorze anos mais velho do que ela. Depois que ela fugiu com seu amante, Leopoldo teve seu compromisso com um asilo mental. Ela finalmente conseguiu o divórcio em 1907.
Em março de 1880, Rodolfo, Príncipe Herdeiro da Áustria, foi convidado à Corte belga por Leopoldo II. Rodolfo chegou a Bruxelas a 5 de março. Depois de conhecer a princesa Estefânia, de quinze anos, escreveu a sua mãe, Imperatriz Isabel, que "[ele] havia encontrado o que [ele] procurava", observando que ela era "bonita, boa e inteligente". Tendo recusado a Princesa Matilde da Saxônia, assim como várias Infantas de Portugal e Espanha, ele descobriu que Estefânia era uma das poucas princesas católicas disponíveis na Europa. Sob pressão de seus pais para que se casassem o quanto antes, o príncipe estava satisfeito com ela e, no dia 7 de março, ele pediu a mão dela e anunciou o noivado.
A mãe de Rodolfo ficou profundamente desapontada com a partida, já que a monarquia belga só datava de 1830 e não se comparava aos Habsburgos em termos de antiguidade, embora sua casa real fosse um ramo da Saxônia (uma das casas mais antigas da Europa). O pai de Rodolfo ficou satisfeito, no entanto, e aprovou o casamento.

### Casamento

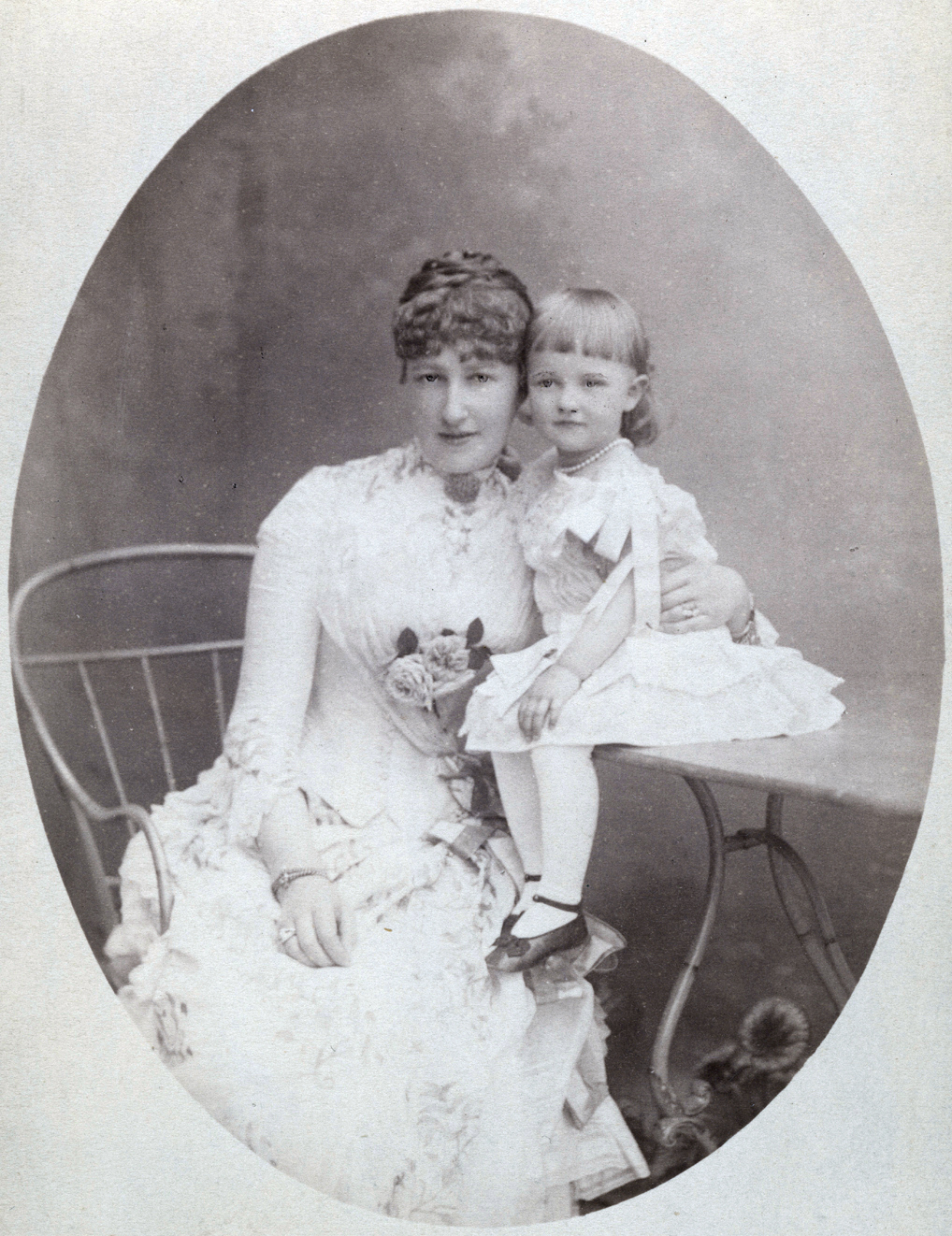
Estefânia com sua filha Isabel Maria, 1885.

Estefânia foi despachada para Viena para aprender a etiqueta da corte imperial em preparação para o casamento, mas um mês depois de sua chegada, as damas de companhia perceberam que ela ainda não havia chegado à puberdade. Quando as perguntas óbvias foram feitas a ela, ficou claro que ela não tinha ideia do que significava; ela foi deixada completamente ignorante dos fatos da vida. O casamento teve que ser adiado, e a garota humilhada foi mandada de volta para a Bélgica por um tempo.
O imperador deu a Walthère Frère-Orban a grande Cruz de Santo Estêvão e a Imperatriz conferiu a várias Senhoras a honra da Cruz Estrelada.
No dia 10 de maio de 1881, quando tinha quase dezessete anos de idade, ela casou-se com o príncipe-herdeiro Rudolfo, de vinte e dois anos, na Igreja de Santa Agustina, em Viena. Entre os convidados estavam o futuro Eduardo VII do Reino Unido e seu sobrinho, o imperador Guilherme II da Alemanha. As núpcias foram celebradas ricamente em toda a Áustria. Após a cerimônia, o casal passou a Lua de mel em Laxemburgo fora da capital. Em 18 de maio, o casal foi recebido em Budapeste.

### Viuvez

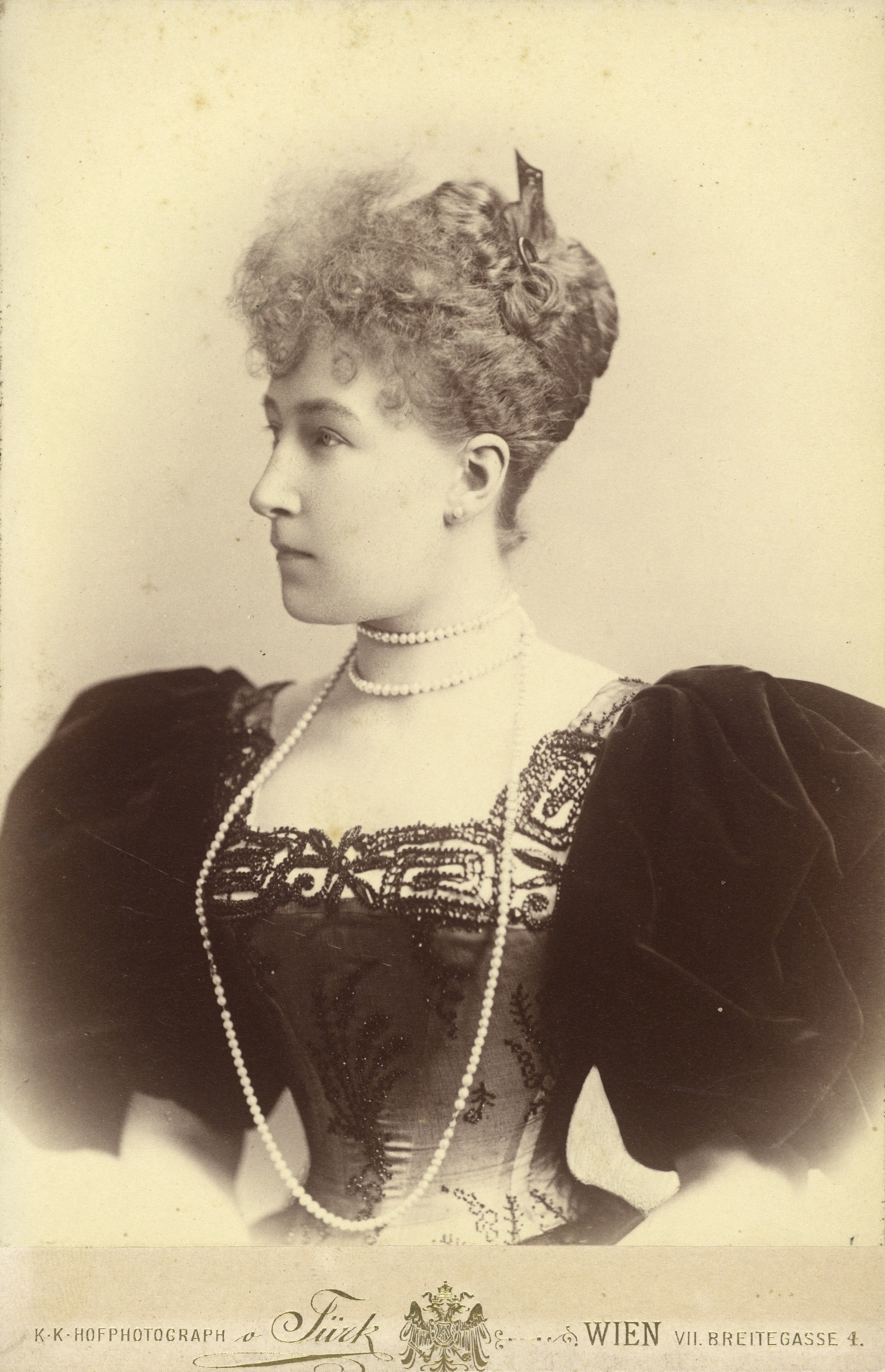
Estefânia, já viúva, na metade da década de 1890.

O casamento foi feliz no começo, mas as dificuldades teriam se desenvolvido. Embora inteligente, Rodolfo era altamente tenso, pouco convencional, impulsivo e muito liberal, enquanto a educação muito conservadora de Estefânia a deixou convencional, formal e reacionária. Sua única filha, a arquiduquesa Isabel Maria da Áustria, nasceu em Laxemburgo em 2 de setembro de 1883. Ela era conhecida dentro da família como "Erzsi", abreviação de "Erzsébet", um diminutivo húngaro.
Estefânia recebeu pouco apoio da família imperial durante o casamento. A Imperatriz Isabel evitou Estefânia e desdenhou-a, acreditando que ela era uma combinação inadequada para seu filho. A relação entre Estefânia e Rodolfo se desfez rapidamente. Em 1886, Rodolfo infectou Estefânia com gonorreia, o que tornou impossíveis outras gravidezes, e eles alegadamente discutiram o divórcio. Ambos começaram a buscar consolo fora do casamento. Em 1887, durante uma visita à Galícia, hoje uma região divida entre Polônia e Ucrânia, Estefânia apaixonou-se por um conde polonês. Durante os dezoito meses seguintes, ela não escondeu seus sentimentos da corte austríaca nem de seu marido, que continuou com seus casos amorosos.
Em 1889, Rodolfo e a baronesa Maria Vetsera, sua amante, foram encontrados mortos. Seu pacto de assassinato e suicídio é conhecido como o Incidente de Mayerling.

## Segundo casamento e Morte

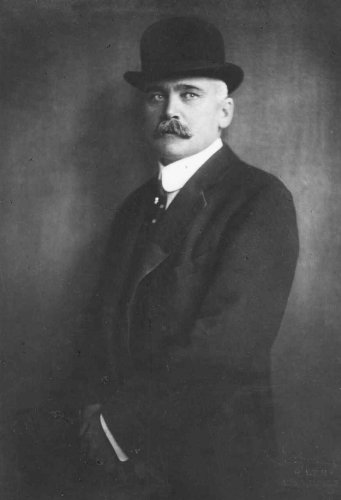
O segundo marido de Estefânia

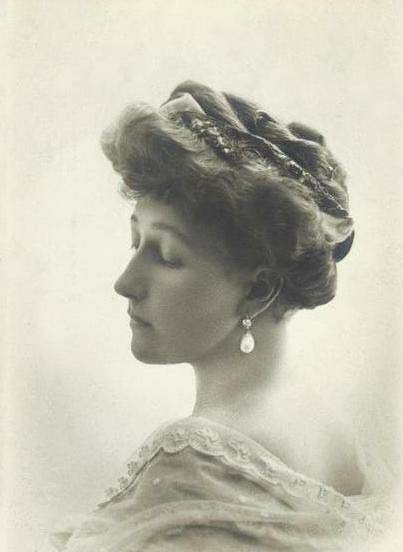
Estefânia em 1911.

No dia 22 de março de 1900, no Castelo de Miramare, para o desgosto de seu pai, Estefânia casou-se com o conde húngaro Elemér Lónyai (1863-1946), o qual foi elevado, em 1917, a príncipe pelo imperador da Áustria.
Estefânia fixou residência no castelo de seu novo marido, na atual Eslováquia. Porém, com o avanço do Exército Vermelho, foram obrigados a deixar a propriedade. Encontraram refúgio em uma abadia beneditina em Pannonhalma, a oeste da Hungria.
Em 1935, Estefânia publicou suas memórias, que foram intituladas, fora da Áustria, como Ich Sollte Kaiserin Werden (Eu deveria ser imperatriz, em português).
Faleceu em 23 de agosto de 1945, em Pannonhalma.

## Curiosidade
- O asteróide 220 Stephania, descoberto por Johann Palisa, foi nomeado a partir de Estefânia.

## Títulos e estilos
- 21 de maio de 1864 – 10 de maio de 1881: Sua Alteza Real Princesa Estefânia da Bélgica
- 10 de maio de 1881 – 30 de janeiro de 1889: Sua Alteza Real e Imperial A Princesa Herdeira da Áustria, Hungria e Boêmia
- 30 de janeiro de 1889 – 22 de março de 1900: Sua Alteza Real e Imperial A Princesa Herdeira Viúva da Áustria, Hungria e Boêmia
- 22 de março de 1900 – 1917: Sua Alteza Real Condessa Estefânia Lónyai de Nagy-Lónya
- 1917 – 23 de agosto de 1945: Sua Alteza Real Princesa Lónyai de Nagy-Lónya